# 姜成泰
姜成泰（：／ Gang Seong-tae，1960年12月25日—），是大韓民國政治人物，第9-10任釜山廣域市水營區區廳長。

## 選舉
2018年第7次全國同步地方選舉中，作為自由韓國黨候選人競選水營區區長並當選。
2022年第8次全國同步地方選舉中，作為國民力量候選人參選水營區長，當選並連任成功。